# 28 augusti
28 augusti är den 240:e dagen på året i den gregorianska kalendern (241:a under skottår). Det återstår 125 dagar av året.

## Namnsdagar

### I den svenska almanackan
- Nuvarande – Fatima och Leila
- Föregående i bokstavsordning
  - Augustin – Namnet infördes på dagens datum 1901, då det ersatte den äldre namnformen Augustinus, men utgick 1993.
  - Augustinus – Namnet fanns, till minne av kyrkofadern Augustinus, på dagens datum före 1901, då det utgick och ersattes av den modernare namnformen Augustin.
  - Fatima – Namnet infördes på dagens datum 2011.
  - Gull – Namnet infördes 1986 på 6 november, men flyttades 1993 till dagens datum och utgick 2001.
  - Gurli – Namnet infördes på dagens datum 1986 och fanns där fram till 2011, då det utgick.
  - Gusti – Namnet infördes på dagens datum 1986, men utgick 1993.
  - Leila – Namnet infördes på dagens datum 2001 och har funnits där sedan dess.
- Föregående i kronologisk ordning
  - Före 1901 – Augustinus
  - 1901–1985 – Augustin
  - 1986–1992 – Augustin, Gusti och Gurli
  - 1993–2000 – Gurli och Gull
  - 2001–2010 – Gurli och Leila
  - Från 2011 – Fatima och Leila
- Källor
  - Brylla, Eva (red.). Namnlängdsboken. Gjøvik: Norstedts ordbok, 2000 ISBN 91-7227-204-X
  - af Klintberg, Bengt. Namnen i almanackan. Gjøvik: Norstedts ordbok, 2001 ISBN 91-7227-292-9

### Finlandssvenska almanackan
- Nuvarande från 1929[1] – Hilding
- I föregående revideringar[a][2]
  - inga ändringar sedan 1929

## Händelser

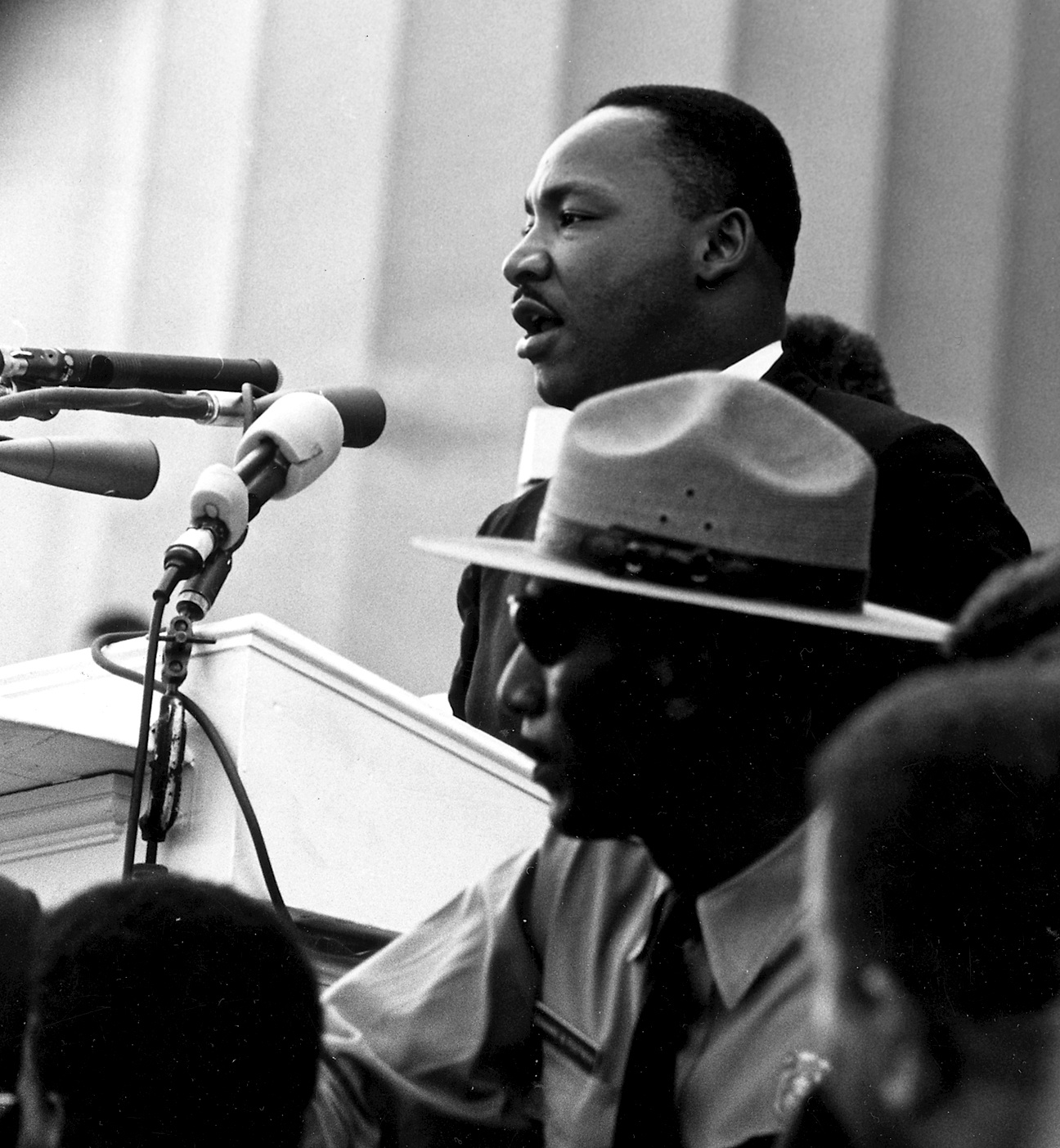
Martin Luther King

- 1521 – Osmanska turkarna ockuperar Belgrad.
- 1609 – Henry Hudson upptäcker Delawarebukten.
- 1649 – Fartyget Kattan, som är på väg med förnödenheter till kolonin Nya Sverige, förliser vid Puerto Rico.
- 1907 – Transportföretaget United Parcel Service grundas i Seattle, Washington.
- 1910 – Kungariket Montenegro utropas.[3]
- 1913 – Fredspalatset slutförs.
- 1942 – Gunder Hägg sätter sitt sjätte världsrekord för säsongen genom att springa 3000 meter på 8.01,2.
- 1963 – Martin Luther King håller sitt berömda tal I Have a Dream i samband med marschen till Washington för arbete och frihet.
- 1996 – Skilsmässa mellan prins Charles av Storbritannien och prinsessan Diana.
- 2002 – Tillverkningen av Chevrolet Camaro upphör.
- 2003 – Patrik Kristiansson tar VM-brons i stavhopp i friidrotts-VM.
- 2006 – Iron Maiden släpper det nya studioalbumet A Matter of Life and Death med tillhörande turné.
- 2010 – Botniabanan invigs officiellt.

## Födda
- 1589 – Jan Rutgersius, holländsk filolog och diplomat.
- 1592 – George Villiers, 1:e hertig av Buckingham, engelsk statsman.
- 1639 – Marie Mancini, italiensk författare och adelsdam.
- 1640 – Johan Gabriel Stenbock, svensk statsman.
- 1653 – Jesper Swedberg, biskop i Skara stift, psalmförfattare.
- 1667 – Louise av Mecklenburg-Güstrow, drottning av Danmark och Norge 1699–1721, gift med Fredrik IV.
- 1721 – Charles-Louis Clérisseau, fransk arkitekt och målare.
- 1732 – Johan Gabriel Bergman, finländsk läkare.
- 1735 – Andreas Peter Bernstorff, dansk statsman.
- 1740 – Johan Tobias Sergel, svensk tecknare och skulptör.
- 1749 – Johann Wolfgang von Goethe, tysk författare.
- 1762 – Jakob Albrecht Ehrenström, finlandssvensk ämbetsman och memoarförfattare.
- 1771 – Jeremiah B. Howell, amerikansk politiker (demokrat-republikan), senator (Rhode Island) 1811–1817.
- 1797 – Karl Otfried Müller, tysk klassisk filolog.
- 1809 – Giovanni Maria Benzoni, italiensk skulptör.
- 1833 – Edward Burne-Jones, brittisk målare och illustratör, prerafaelit.
- 1837 – William Campbell Preston Breckinridge, amerikansk politiker, kongressledamot 1885–1895.
- 1842 – Louis Le Prince, uppfinnare som sägs ha fångat de första rörliga bilderna.
- 1846 – Francis G. Newlands, amerikansk demokratisk politiker, senator (Nevada) 1903–1917.
- 1847 – Nathan F. Dixon III, amerikansk republikansk politiker, senator (Rhode Island) 1889–1895.
- 1855 – Harry Lane, amerikansk demokratisk politiker, senator (Oregon) 1913–1917.
- 1875 – Jacob Tegengren, finlandssvensk poet, ornitolog, arkeolog.
- 1878 – George H. Whipple, amerikansk patolog, mottagare av Nobelpriset i fysiologi eller medicin 1934.
- 1882 – Gustaf Hellström, författare, ledamot av Svenska Akademien.
- 1883 – Vilhelm Lundvik, svensk ämbetsman och politiker, f.d. statsråd, landshövding i Älvsborgs län.
- 1890 – Knut Pehrson, svensk skådespelare.
- 1896 – Liam O'Flaherty, irländsk författare.
- 1899 – Charles Boyer, franskfödd skådespelare, huvudsakligen verksam i USA.
- 1901 – Hilding Gavle, svensk skådespelare.
- 1913 – Robertson Davies, kanadensisk författare.
- 1918 – Lars-Eric Kjellgren, svensk regissör och manusförfattare.
- 1919 – Godfrey N. Hounsfield, brittisk elektroingenjör, mottagare av Nobelpriset i fysiologi eller medicin 1979.
- 1921 – Barbro Hiort af Ornäs, svensk skådespelare.
- 1924
  - Janet Frame, nyzeeländsk författare.
  - Peggy Ryan, amerikansk skådespelare och dansare.
- 1925
  - Donald O'Connor, amerikansk skådespelare och dansare.
  - Esa Timonen, finländsk politiker.
- 1926 – T.V. Rajeswar, indisk politiker, chef för Indiens underrättelsetjänst.
- 1927 – Hans Ellis, svensk skådespelare.
- 1929 – Bodil Kåge, svensk skådespelare.
- 1938 – Paul Martin, kanadensisk politiker, premiärminister 2003–2006.
- 1940
  - Ken Jenkins, amerikansk skådespelare.
  - William Cohen, amerikansk republikansk politiker, ledamot i representanhuset 1973–1979, ledamot i senaten (Maine) 1979–1997 och försvarsminister 1997–2001.
- 1944 – Boyd Coddington, amerikansk hot rod-byggare.
- 1946 – Anders Gärderud, svensk löpare och sportkommentator i Sveriges Television, mottagare av Svenska Dagbladets guldmedalj efter guldmedalj på 3000 meter hinder i OS 1976.
- 1947 – Emlyn Hughes, engelsk fotbollsspelare.
- 1950 – Silvio Baracchini, italiensk vattenpolospelare.
- 1958 – Janne Karlsson, svensk ishockeyspelare och tränare.
- 1959
  - John Allen Nelson, amerikansk skådespelare.
  - Brian Thompson, amerikansk skådespelare.
- 1963
  - Jennifer Coolidge, amerikansk skådespelare.
  - Mikael Genberg,  svensk konstnär.
- 1964
  - Lee Janzen, amerikansk professionell golfspelare.
  - Dermot Keaney, brittisk skådespelare.
- 1965
  - Satoshi Tajiri, japansk speldesigner.
  - Amanda Tapping, kanadensisk-brittisk skådespelare, känd från tv-serien Stargate SG-1.
  - Shania Twain, kanadensisk sångare.
- 1968 – Billy Boyd, skotsk skådespelare.
- 1969
  - Jack Black, amerikansk skådespelare.
  - Joakim Haeggman, svensk professionell golfspelare.
  - Jason Priestley, kanadensisk skådespelare.
- 1972 – Luciano Astudillo, svensk socialdemokratisk politiker.
- 1974
  - Goran Marjanovic, svensk skådespelare och manusförfattare.
  - Johan Andersson, svensk programmerare.
- 1977 – Daniel Andersson, svensk fotbollsspelare.
- 1981 – Martin Erat, tjeckisk ishockeyspelare.
- 1982 – LeAnn Rimes, amerikansk sångare.
- 1985
  - Shirley Cruz, costaricansk fotbollsspelare.
  - Helena Bergman, svensk orienterare.
- 1986 – Florence Welch, brittisk sångare.
- 1990 – Ariel Petsonk, svensk barnskådespelare.
- 1990 – Bojan Krkić, spansk-serbisk fotbollsspelare.

## Avlidna
- 430 – Aurelius Augustinus, kyrkofader.
- 876 – Ludvig den tyske, kung av Östfrankiska riket sedan 843.
- 1645 – Hugo Grotius, folkrättens fader.
- 1654 – Axel Oxenstierna, svensk greve, riksråd och statsman samt rikskansler sedan 1612.[4]
- 1855 – Henry W. Collier, amerikansk demokratisk politiker, guvernör i Alabama 1849–1853.
- 1888
  - Fredrik Brusewitz, svensk disponent och politiker.
  - Julius Krohn, finländsk folklorist och författare.
- 1918 – Ollie Murray James, amerikansk demokratisk politiker, senator (Kentucky) 1913–1918.
- 1924 – Henry Gage, amerikansk republikansk politiker, Kaliforniens 20:e guvernör 1899–1903.
- 1942 – Harold Hilton, engelsk golfspelare.
- 1943 – Kung Boris III av Bulgarien.
- 1944 – Teresa Bracco, italiensk jungfrumartyr, saligförklarad.
- 1945 – Edith Erastoff, finlandssvensk skådespelare.
- 1946 – Frederick Lambart, brittisk fältmarskalk.
- 1948 – James M. Slattery, amerikansk demokratisk politiker, senator (Illinois) 1939–1940.
- 1951 – Robert Walker, amerikansk skådespelare.
- 1954 – Torsten Hillberg, svensk skådespelare.
- 1971 – Geoffrey Lawrence, brittisk jurist.
- 1978 – Robert Shaw, brittisk skådespelare.
- 1985 – Ruth Gordon, amerikansk skådespelare och manusförfattare.
- 1987 – John Huston, amerikansk filmregissör.
- 1990
  - Eva Stiberg, svensk skådespelare.
  - Willy Vandersteen, belgisk (flamländsk) serietecknare.
- 2005 – Hans Clarin, tysk skådespelare.
- 2006
  - William F. Quinn, amerikansk republikansk politiker.
  - Melvin Schwartz, 73, amerikansk fysiker, mottagare av Nobelpriset i fysik 1988.
- 2007
  - Antonio Puerta, spansk fotbollsspelare.
  - Paul MacCready, amerikansk flygingenjör.
- 2008
  - Sigurbjörn Einarsson, biskop av Isländska kyrkan.
  - Phil Hill, 81, amerikansk racerförare.
- 2009 – Guy von Dardel, svensk partikelfysiker, halvbror till Raoul Wallenberg.
- 2010 – Keith Cederholm, svensk brottsling som bland annat friades för mordbrand 1984 med hjälp av Jan Guillou.
- 2011 – Johnny Giosa, 42, amerikansk trummis i BulletBoys.
- 2012
  - Eva Figes, 80, brittisk författare och feministisk forskare.
  - Shulamith Firestone, 67, kanadensiskfödd amerikansk feministisk teoretiker och författare.
- 2014 – Bill Kerr, 92, australisk skådespelare.
- 2017 – Tore Frängsmyr, 79, professor i vetenskapshistoria vid Uppsala universitet.
- 2020 – Assar Lindbeck, 90, svensk nationalekonom.
- 2021 – Anki Larsson, 67, svensk skådespelare.
- 2023 – Bill Dinwiddie, 80, amerikansk basketspelare.